# ボルダ得点
ボルダ得点（ボルダとくてん）は、投票者が選好順序に従って候補にランク付けをする、一人勝者選挙方式である。ボルダ式得点法では、各々の候補に、有権者が付けたランキングの順位に対応した特定の点数を与えることによって選挙の勝者が決定される。いったんすべての票が集計され、もっとも得点の高い候補が勝者となる。ときに、多数派に好まれる候補よりむしろ、幅広い人が受け入れ可能な候補を選ぶことがあるので、ボルダ式は、多数決主義の選挙制度ではなく、世論の一致を重視した選挙制度だとしばしば言われる。
ボルダ方式は、独自に何度か開発されたことがあったが、1770年にこの制度を考案したジャン＝シャルル・ド・ボルダによって命名された。現在、スロベニア下院（国民議会）の2名の少数民族議員の選出に使われており、修正型が、キリバスの大統領選挙候補とナウル議会の議員の選出に使用されている。また、様々な民間の組織やコンペによって、世界中の至る所で採用されている。

## 投票と計数
ボルダ投票の元では、投票者は優先順位にしたがって候補の一覧にランクをつける。なので例えば、投票者は '1' を第1選好につけ、'2' を第2選好に…とつけていく。この点において、ボルダ式選挙は、他のInstant-runoff voting、単票移譲式、コンドルセ方式などの優先順位投票制の選挙と同じである。
各々のランキングで候補に与えられる評点は、その選挙で立候補する候補者の数によって決められる。このような、ボルダ式投票のもっとも単純な形の元では、もしある選挙に5名の候補がいたら、1位にランクされた候補が毎回5ポイントを獲得し、2位にランクされた候補が4ポイントを獲得し…となり、最下位にランクされた候補は1ポイントを獲得することになる。言い換えると、n人の候補がいるとき、nポイントを獲得するのが第1選好の候補であり、n-1ポイントを第2選好の候補が獲得し、n-2ポイントは第3選好が…となっていく。
| ランキング | 候補         | 式    | ポイント |
| ---------- | ------------ | ----- | -------- |
| 1位        | アンドリュー | (n)   | 5        |
| 2位        | ブライアン   | (n-1) | 4        |
| 3位        | キャサリン   | (n-2) | 3        |
| 4位        | デイヴィッド | (n-3) | 2        |
| 5位        | エリザベス   | (n-4) | 1        |

あるいは、各々の候補に、彼らより低くランクされた候補の数と同等の点数を与えることによって、票が数えられることもある。したがって、n-1ポイントを得るのが第1選好の候補で、n-2ポイントが第2選好で…となり、最下位の候補はゼロポイントである。たとえば、5人の候補がいる選挙で、ある投票者が一枚の投票用紙上で表明した選好によって指定された点数は次のようになる。
| ランキング | 候補         | 式    | ポイント |
| ---------- | ------------ | ----- | -------- |
| 1位        | アンドリュー | (n-1) | 4        |
| 2位        | ブライアン   | (n-2) | 3        |
| 3位        | キャサリン   | (n-3) | 2        |
| 4位        | デイヴィッド | (n-4) | 1        |
| 5位        | エリザベス   | (n-5) | 0        |

上の2つの式がスロベニアの議会選挙（言及したとおり、90議席のうち2議席のみである）で使われているのに対し、ナウルでは一種の修正ボルダ制を採用している。投票者は1位にランクされた候補に1点を授与する。そして、2位にランクされた候補はそのポイントの半分を受け取り、3位にランクされた候補は3分の1のポイントを受け取り…となる。ナウルでの、上の5人の候補の例を使った配点は次のようになる。
| ランキング | 候補         | 式      | ポイント |
| ---------- | ------------ | ------- | -------- |
| 1位        | アンドリュー | 1/(n-4) | 1.00     |
| 2位        | ブライアン   | 1/(n-3) | 0.50     |
| 3位        | キャサリン   | 1/(n-2) | 0.33     |
| 4位        | デイヴィッド | 1/(n-1) | 0.25     |
| 5位        | エリザベス   | 1/n     | 0.20     |

すべての票が開票され、ポイントが合計されると、最高得点の候補が当選する。ボルダ計数が選好投票制であることはすでに述べたとおりであるが、各々の有権者から、候補は特定の点数を受けるので、ボルダ方式は positional voting system にも分類される。他のポズィショナル方式には、単純小選挙区制、制限連記式などが含まれる。

## 大選挙区
ジャン＝シャルル・ド・ボルダによって考案されたこの制度は小選挙区制を意図したものであったが、ボルダ方式で最多得点の候補を選ぶことによって、2人以上の当選者を出すことも可能である。言い換えると、満たされるべき議席が2議席あると最多得点の2候補が当選である。3人区では最多得点だった3名の候補が当選となっていく。ナウルでは、ボルダ得点の変化形が大選挙区で使われており、議会の選挙区は2人区と4人区である。Quota Borda system は、ボルダ得点を使う大選挙区制における比例代表制である。

## 他の制度
ボルダ制以外のいくつかの選挙制度は、ランキングに対してポイントを指定する制度を採用している。ナンソン方式 とボールドウィン方式はボルダ投票と instant-runoff の要素を組み合わせた小選挙区制である。ボルダ方式と違い、ナンソンとボールドウィンは多数決主義でありコンドルセ方式である。

## 合意の方式として
他の多くの選挙制度と違い、ボルダ評点では投票者の絶対多数の第1選好の候補が落選することがあり得る。これはボルダ方式が、他の多くの制度（他の選好方式である instant-runoff voting やコンドルセ方式など）よりも、ある投票者のより低い選好に大きな重要性を与えているからである。ボルダ方式は、必ずしも多数派に気に入られる候補ではなく、投票者の間で幅広い総意による支持を得た候補を選出する傾向がある。このため、この方式の支持者は、これを合意を促し、「多数派の専制」を避ける方式とみなしている。

## 戦術的操作の可能性

### 戦術投票
多くの選挙制度と同様、ボルダ式は戦術投票に弱い。特に、compromising と burying の戦術に弱い。Compromising では、投票者はより好ましい候補の順位を不正直に上げることによって、より好ましくない候補の当選を避けることができる。Burying では、投票者はより好ましくない候補の順位を不正直に下げることによって、より好ましい位候補を当選させることができる。

### 戦略擁立
ボルダ集計は、戦略擁立の一つである teaming もしくは cloning に非常に弱い。これは似たイデオロギーの候補が多く出馬すると、これらのうちの一人の候補が勝つ確率が高まることを意味する。したがって、ボルダ式のもとでは、できるだけ多くの候補を立てた派閥が有利になる。例えば、小選挙区制だとしても、 できるだけ多くの候補を擁立させた政党が有利になる。

## 評価基準
選挙制度学者は、しばしば数学的に定義された投票制度基準を使って制度を比較する。これらの中で、ボルダ投票は単調性基準、一貫性基準、participation criterion、resolvability criterion、plurality criterion、reversal symmetry、コンドルセ敗者基準を満たす。コンドルセ基準、無関係な選択対象からの独立性基準、independence of clones criterion、majority criterionを満たさない。

## 現在の使用状況

### 政治での使用
ボルダ方式は少なくとも、スロベニアと小さなミクロネシアの国であるキリバスとナウルの3か国の選挙制度で採用されている。スロベニアでは、ボルダ方式は下院（国民議会）の90名の議員のうち2名を選ぶのに用いられる。1名はイタリア人の選挙区を、もう1名はハンガリー人の選挙区を代表する。

### 政治以外での使用
ボルダ方式、そしてこれに似た得点制は、政治以外でもとりわけ賞の選考でよく使われている。ユーロビジョン・ソング・コンテストのほか、日本では映画雑誌『キネマ旬報』が毎年各部門のベストテンを発表するキネマ旬報ベスト・テンでボルダ方式を採用している。また、ボルダ方式はアメリカ合衆国のスポーツで賞を与える方法として人気があり、メジャーリーグベースボールの最優秀選手賞を決定するのにも使われる。
| 各国の審査員または視聴者による投票の順位 | 1位  | 2位  | 3位 | 4位 | 5位 | 6位 | 7位 | 8位 | 9位 | 10位 | 11位以降 |
| 各国の審査員または視聴者からもらった点数 | 12点 | 10点 | 8点 | 7点 | 6点 | 5点 | 4点 | 3点 | 2点 | 1点  | 0点      |

## 歴史
- ラモン・リュイ (1232–1315)。2001年に発見された彼の手稿 Ars notandi, Ars eleccionis, Alia ars eleccionis によって、13世紀にボルダ方式とコンドルセ基準がすでに発見されていたことに信憑性が与えられた。
- ニコラウス・クザーヌス (1401–1464)。1433年に神聖ローマ帝国の皇帝を選ぶ方法として提案したが失敗した。
- ジャン＝シャルル・ド・ボルダ。1770年の7月に、フランス科学アカデミーの会員を選ぶ公正な方法として、この制度を発案した。彼の方式は1781年に Histoire de l'Académie Royale des Sciences, Paris の中で Mémoire sur les élections au scrutin として初めて公表された。この方式は1784年から1800年にナポレオンによって破棄されるまでアカデミーで使われ続けた。

## 関連文献
- 坂井豊貴『「決め方」の経済学――「みんなの意見のまとめ方」を科学する』ダイヤモンド社、2016年。ISBN 978-4-47-806487-0。